# Cyrkuł pilzneński
Cyrkuł pilzneński (niem. Pilsner Kreis) – jednostka administracyjna Cesarstwa Austrii w Królestwie Galicji i Lodomerii w latach 1773–1782.

## Historia

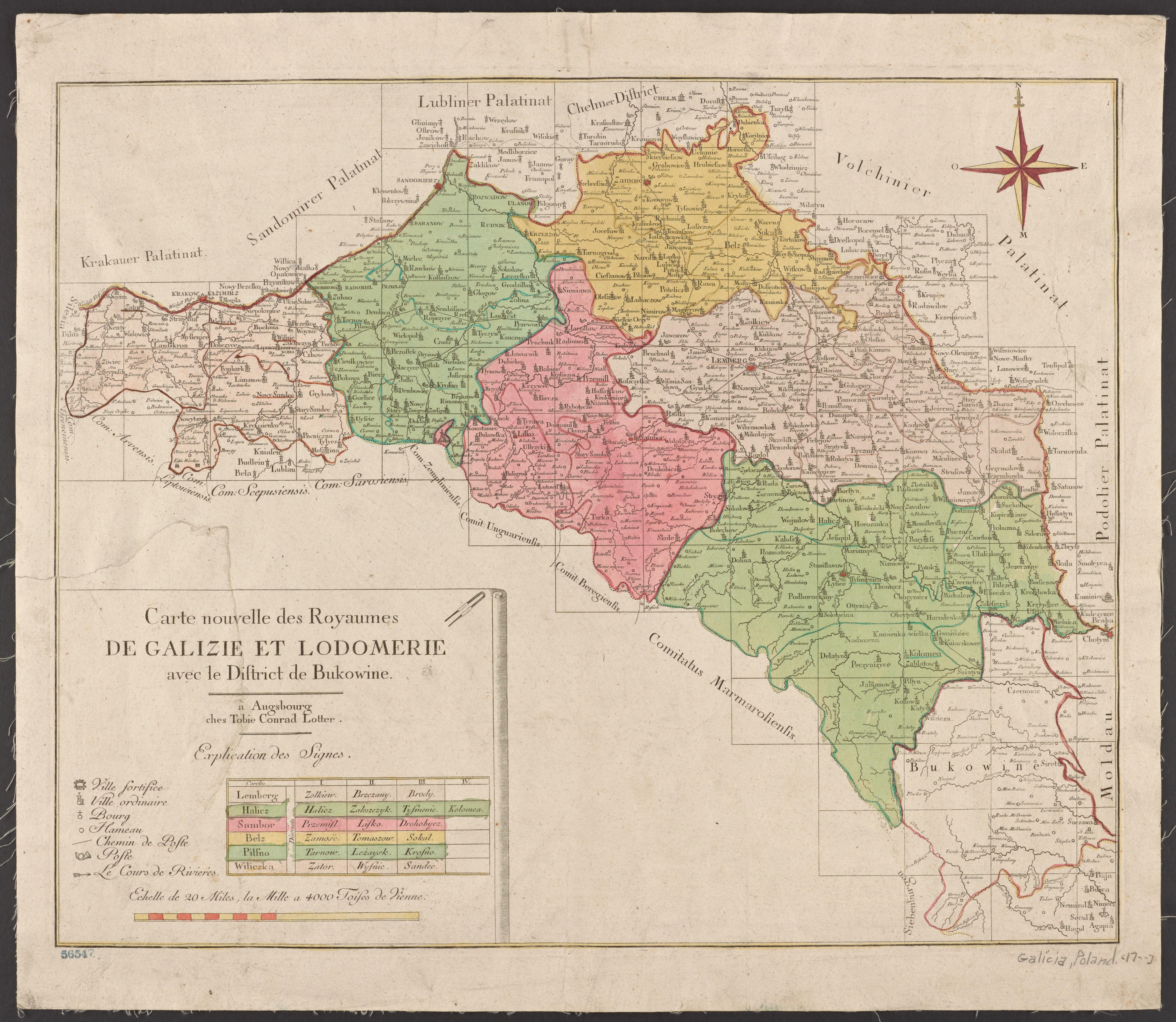
Cyrkuł pilzneński (kolor zielony) ok. 1780

Cyrkuł pilzneński z siedzibą w Rzeszowie utworzono w 1773 roku na ziemiach polskich zagarniętych przez Austrię podczas I rozbioru. Inicjalnie został on podzielony na dziesięć dystryktów (powiatów):
- Baranów
- Biecz
- Dąbrowa
- Dukla
- Kolbuszowa
- Krosno
- Łańcut
- Pilzno
- Przeworsk
- Sędziszów

Podział ten nie przetrwał długo – już na konferencji Kancelarii Nadwornej z 14 marca 1774 stwierdzono, że tak duża liczba dystryktów może być uzasadniona jedynie w sytuacji, gdyby przed ich naczelnikami stały liczne i istotne zadania. W związku z tym ustalono ogólną zasadę, że w odpowiednim czasie konieczna będzie znaczna redukcja ich liczby. Zgodnie z tym stanowiskiem, 21 czerwca 1774 gubernator przedstawił swoje wnioski dotyczące reorganizacji. W odpowiedzi otrzymał dekret z 3 sierpnia 1774 roku, w którym poinformowano, że cesarzowa Maria Teresa Habsburg wyraziła zasadniczą zgodę na proponowane zmiany – pod warunkiem, że ich wdrożenie nie opóźni prac nad wprowadzeniem systemu podatkowego oraz regulacji urbarialnej. W kolejnym memoriale z 11 października 1774 gubernator przedstawił szczegółowy plan reorganizacji, który został zatwierdzony rezolucją Kancelarii Nadwornej z 14 marca 1775. W efekcie tych działań liczba dystryktów w cyrkule pilzneńskim została zredukowana do trzech:
- Krosno (z dotychczasowych: Dukla, Krosno, Łańcut i Przeworsk)
- Leżajsk (z dotychczasowych: Baranów, Kolbuszowa i Sędziszów),
- Tarnów (z dotychczasowych: Biecz, Dąbrowa i Pilzno.

Na terenie cyrkułu pilzneńskiego (w dystrykcie Krosno) znajdowała się eksklawa cyrkułu samborskiego (dystryktu Lisko), którą stanowiło miasto Jaśliska z okolicą.

### Zmiana granicy polsko-austriackiej
Na uwagę zasługuje fakt, że granica polsko-austriacka miała początkowo (od 1772) inny zasięg. W obrębie sąsiedniego cyrkułu bełskiego Austria zajmowała także m.in. południowe rejony województwa lubelskiego z miastami Biłgoraj, Frampol, Goraj, Janów, Modliborzyce i Zaklików. Na mocy porozumienia zawartego 9 lutego 1776 roku, Austria przekazała Polsce z powrotem ten obszar. Ponieważ odstąpiony klin rejonu Biłgoraja, oddzielił zachodnie połacie cyrkuły bełskiego (dawny dystrykt Ulanów) od jego reszty, zostały one z konieczności przyłączone do dystryktu Leżajsk w cyrkule pilzneńskim. Równocześnie od cyrkułu pilzneńskiego do Polski odpadł niewielki skrawek w okolicy Luchowa.

### Reforma i zniesienie cyrkułu

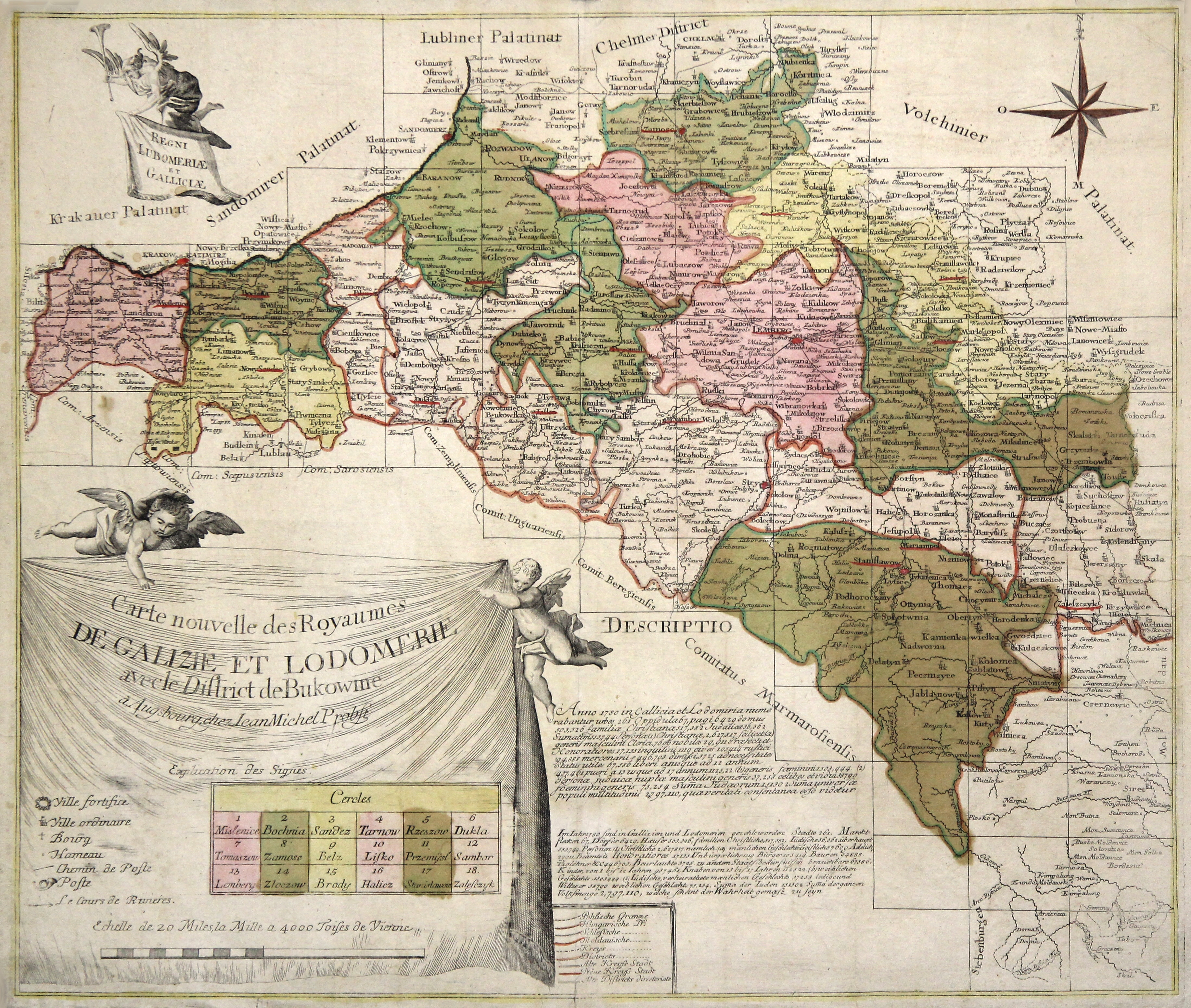
Projekt nowego podziału Galicji na cyrkuły (1780)

2 września 1780 kancelaria nadworna wydała dekret, w którym poinformowała gubernatora o nowych decyzjach w sprawie organizacji administracyjnej. Cesarzowa Maria Teresa Habsburg już od dłuższego czasu planowała wprowadzenie reform mających na celu dostosowanie ustroju Galicji do zasad obowiązujących w niemieckich krajach dziedzicznych. Właśnie zapadła kluczowa decyzja o przekształceniu dotychczasowych dystryktów w cyrkuły. W związku z tym polecono rozpoczęcie prac nad opracowaniem planu reorganizacji. Jednocześnie określono główne wytyczne, które miały stanowić podstawę przy tworzeniu tego planu. Szczególny nacisk położono na to, aby siedziby władz cyrkułów znajdowały się możliwie jak najbliżej ich centrum. Choć zalecano, aby obszary poszczególnych cyrkułów były w miarę równe pod względem powierzchni, nie należało traktować tej zasady zbyt rygorystycznie – w przypadku istnienia ważnych powodów możliwe były odstępstwa od równomiernego podziału. Zwrócono również uwagę, że nie powinno się bez wyraźnej potrzeby zmieniać lokalizacji siedzib władz, ponieważ wiązałoby się to z licznymi trudnościami – między innymi z koniecznością przeniesienia archiwów, które przez osiem lat znacznie się rozrosły. Na zakończenie podkreślono wagę odpowiedniego doboru kadry kierowniczej do obsadzenia nowych stanowisk.
Zgodnie z przyjętymi wytycznymi opracowano memoriał z 1 grudnia 1780, w którym przedstawiono projekt nowego podziału administracyjnego Galicji na 18 mniejszych cyrkułów na bazie dotychczasowych osiemnastu dystryktów:
- dystrykt Krosno – przekształcono w cyrkuł dukielski,
- dystrykt Leżajsk – przekształcono w cyrkuł rzeszowski,
- dystrykt Tarnów – przekształcono w cyrkuł tarnowski,

Plan ten został zatwierdzony i wszedł w życie w 1782 roku, co jednocześnie oznaczało zniesienie cyrkułu pilzneńskiego.